# Гемофилия B
Гемофилия В обусловлена дефицитом плазменного фактора свёртывания IX и характеризуется кровоточивостью гематомного типа. Фактор IX — компонент тромбопластина плазмы. Причиной кровоточивости является нарушение первой фазы свёртывания крови — образования тромбопластина в связи с наследственным дефицитом антигемофильного фактора. Клинически, как говорилось ранее, проявляется в гематомном типе кровоточивости, для которого характерно гемартрозы, гематомы, поздние кровотечения и т. п. В результате дефицита Фактора IX кровь может не свёртываться в течение нескольких часов, в результате чего может развиться анемия. Для таких случаев применяют препараты крови, такие как антигемофильная сыворотка (с фактором IX) и протромбиновый комплекс (с содержанием II, VII, IX,X факторов свертывания).
В исследовании, опубликованном в 2009 году, утверждается, что генетические маркеры гемофилии B были обнаружены в генном материале, полученном из костей расстрелянных членов царской семьи Романовых. Предположительно, аналогичным заболеванием страдали представители британской королевской семьи.
Ген IX фактора свёртываемости локализован на X-хромосоме (Xq27.1-q27.2), для него характерно X-сцепленное рецессивное наследование.
Именно гемофилия B присутствует у потомков королевы Виктории.

## Лечение
- Моноклональные антитела: концизумаб[англ.], марстацимаб[англ.].
- Генная терапия: этранакоген дезапарвовек[англ.].
- Рекомбинантные факторы свёртывания: эптаког альфа[англ.].
- Антифибринолитические средства: транексамовая кислота, аминокапроновая кислота.
- Проходят клинические испытания: фиданакоген элапарвовек[англ.], фитусиран.